# Randia capitata
Randia capitata, é uma espécie de arbusto pertencente à família das rubiáceas.  

## Descrição
É um arbusto que atinge um tamanho de 1 a 4 m de altura, muito ramificado. Tem as folhas em grupos, são muito estreitas abaixo e com a ponta larga e arrendondada, as folhas são mais largas na parte do meio, pelo anverso são lisas e de cor verde, pelo reverso de cor mais clara e aveludadas. As flores são brancas com aroma doce; os frutos são quase redondos, um pouco aveludadas e medem quase 5 cm de comprimento.

## Distribuição e habitat
É originaria do México, presente em clima quentes entre os 700 e os 1800 m, associada a bosques tropicais, caducifólio e subcaducifólio, bosques espinhosos, florestas nubladas, bosques de azinheira e de pinheiro.

## Propriedades
Em Morelos e Michoacán utiliza-se-lhe principalmente para aliviar dor de rins ou infecções das vias urinárias, mas também pode servir para tratar a tosse ou os nervos. Em caso de dor de rins, aconselha-se preparar uma cocção do fruto que se toma a qualquer hora.
Em Michoacán, também se emprega é como abortivo. Para tal efeito faz-se um cozimento da polpa do fruto com pedaços de caules de Serjania triquetra.

## Taxonomia
Randia capitata foi descrita por Augustin Pyrame de Candolle e publicado em Prodromus Systematis Naturalis Regni Vegetabilis 4: 387. 1830.
- Randia ehrenbergii Standl.
- Randia megacarpa Brandegee
- Randia purpusii Greenm. & C.H.Thomps.
- Randia tomentosa S.Watson
- Randia watsonii Rob.
- Solena capitata (DC.) D.Dietr.[3]